# Скрыльник, Андрей Иванович
Андрей Иванович Скрыльник (28 августа 1920, посёлок Никитовка, Бахмутский уезд, Екатеринославская губерния — 2 сентября 1975, Ялта, Крымская область, Украинская ССР) — забойщик шахты № 4 — 5 «Никитовка» треста «Горловскуголь» Министерства угольной промышленности Украинской ССР, Сталинская область. Герой Социалистического Труда (1957).

## Биография
Родился в 1907 году в семье горнорабочего в посёлке Никитовка (сегодня — Горловка) Бахмутского уезда. После окончания начальной школы трудился на шахтах в Горловке до призыва в Красную Армию в ноябре 1940 года. С июня 1944 года участвовал в Великой Отечественной войне. Воевал в составе 6-й гвардейской миномётной дивизии, в конце войны — стрелком в составе караульного взвода охраны артиллерийского парка. После демобилизации возвратился в Горловку, где продолжил трудиться шахтёром. Член КПСС.
В послевоенное время — забойщик шахты № 4 — 5 «Никитовка». Ежегодно показывал высокие трудовые результаты. В течение Четвёртой (1946—1950) и Пятой (1950—1955) пятилеток перевыполнял плановые задания по добыче угля. Досрочно выполнил план первого года Шестой пятилетки (1956—1960). Указом Президиума Верховного Совета СССР от 20 августа 1949 года удостоен звания Героя Социалистического Труда за «выдающиеся успехи в деле развития угольной промышленности в годы пятилетки и в 1956 году» с вручением ордена Ленина и золотой медали «Серп и Молот» (№ 7717).
Этим же указом званием Героя Социалистического Труда был награждён начальник шахты № 4 — 5 Михаил Федотович Кохан.
В 1959 году избирался делегатом XXI съезда КПСС.
С 1971 года — персональный пенсионер союзного значения. В последующие годы проживал в Ялте. Умер в сентябре 1975 года. Похоронен на Старом кладбище в Ялте.
Награды
- Герой Социалистического Труда
- Орден Ленина
- Медаль «За боевые заслуги» (20.06.1945)
- Медаль «За трудовое отличие» (25.08.1951)